# يوم ذي بهدى
يوم ذي بهدى ويقال يوم الحريم، أحد أيام العرب في الجاهلية، لبني ضبة وسعد من تميم على تغلب والنمر وإياد.

## مقدمات
كان الهذيل غزا بني أبي ربيعة بن ذهل بن شيبان. فاطرد إبلهم، فقال له قومه: أين تطرد هذه الإبل؟ أغر بنا على بعض من نمر به.
فأغار على بني كوز وبني هاجر من بني ضبَّة، فأصاب فيهم ثلاثين امرأة فيهن منضورة بنت شقيق أخت عامر بن شقيق، فأطلقهن مكانه وهو في دارهم.

## المعركة
فأغار الهذيل على بني ضبة وهم بذي بهدى وأودية الحريم، وقد جمع لهم جمعًا عظيمًا من النمر وتغلب وإياد فأرسلوا، فاستصرخوا بني سعد بن زيد مناة بن تميم فالتقوا فقتل من بني تغلب ناس، وانهزموا أسوأ الهزيمة.
وأَسَر يومئذ "يزيد بن حذيفة السعدي" "الهذيل". وأسر "عامر بن شقيق" "حسان بن الهذيل"، فأوثقه في البيت، وكانت بنته فريعة بنت عامر منَّ عليها الهذيل يوم أخذها وهي من الثلاثين. فلما خرج أبوها من البيت حلت وثاقه، وأطلقته، وحملته، وأسر "حصين بن عويَّة أحد بني كوز" "شبيب بن الهذيل" "وجعيس بن الهذيل". وأسر "ابنا ناشرة بن زهير النهشلي الدارمي"، وهما عبد الله وعبد الحارث - وكانا مجاورين في بني ضبة - "مشول بن الهذيل"؛ فأما حصين بن عوية فإنه كانت عنده أسماء ابنة عمرو الغاضرية وكان الهذيل قد أسر مالكًا الغاضري، فدفع إليهم شبيبًا وهبه لهم، فبادلوا به ابن الهذيل وزادوا على ابن الهذيل ثلاثين من الإبل. وأما الهذيل فإنه منَّ عليه يزيد بن حذيفة فأثابه ثلثمائة من الإبل. وأما مشول فإن ابن الغريزة أخا بن جندل بن نهشل بن دارم فكانت أمه أخيذة من بني تغلب، فأتاهم الهذيل في ابنه يطلب إليه أن يفاديه أو يمنَّ عليه، فوعده أن يفعل.

## في الشعر
قال الهذيل بن هبيرة وهو أسير عند يزيد بن حذيفة السعدي التميمي يمدح خالد بن مالك النهشلي الدارمي التميمي:
فلما سمع خالد بن مالك الدارمي هذه القصيدة وكان سيد بني نهشل إشترى الهذيل وابنيه شبيب ومشول من بني سعد بن زيد مناة بن تميم وفكهم.

فقال في ذلك أشرس بن بشامة بن حزن النهشلي الدارمي التميمي:
وقال سلامة بن جندل السعدي التميمي:
وقال ظالم بن البراء الفقيمي الدارمي التميمي:
وقال جرير اليربوعي التميمي:
وقال أيضاً: